# Juan Olivera Cortez
Juan Olivera Cortez (Corongo, Departamento de Ancash, 23 de enero de 1901 - Yungay, 12 de febrero de 1989) fue un músico, filósofo y profesor de literatura peruano. 

## Biografía
Desde el 4 de mayo de 1928 estuvo radicado en la Provincia de Yungay, donde se casó con Rosalvina Vergara Richter y donde nacieron sus hijas Ethel y Laura. Fue profesor en Literatura, Doctor en filosofía y músico, condecorado por el Ministerio de Educación con las Palmas Magisteriales en el grado de Maestro. Desempeñó el cargo de Director en varios colegios del Perú, especialmente en el "Colegio Santa Inés de Yungay" durante 15 años (de 1928 a 1937 y de 1945 a 1949). Destacó como escritor de poemas y canciones. Escribió numerosas composiciones musicales, ganando por concurso la letra y música del Himno de Yungay (1954), el Himno del Club Ancash (1968) y 18 himnos más.
Escribió otras canciones tal como los pasodobles "Siempre Yungaino" y "Sangre Inca Hispana", el triste "Lágrimas y sonrisas", el vals "Aires de primavera" etc. Fue contemporáneo del músico Víctor Cordero Gonzales; y fuente de consulta para los jóvenes músicos yungainos Amadeo Molina Rojo, Antero Ángeles Osorio y otros de su época, con quienes compartió la Música del Perú. Fue Director de la Orquesta Filarmónica de Lima y dio su generoso apoyó desde 1930 a 1937 a jóvenes yungainos que asumieron la noble tarea de conformar la Orquesta Sol de Oro de Yungay. Falleció el 12 de febrero de 1989.

## Premios y reconocimientos
- Palmas Magisteriales en el grado de Maestro (Ministerio de Educación).[cita requerida]